# Georg Brustad
Georg Antonius Brustad, född 23 november 1892, död 17 mars 1932, var en norsk gymnast och boxare.
Brustad tävlade för Norge vid olympiska sommarspelen 1912 i Stockholm, där han var med och tog brons i lagtävlingen i svenskt system.